# Nocturama (album)
Pour les articles homonymes, voir Nocturama.
Albums de 
Nick Cave and the Bad Seeds
No More Shall We Part
(2001) Abattoir Blues/The Lyre of Orpheus
(2004)
Nocturama est le douzième album studio de Nick Cave and the Bad Seeds, paru en 2003. Il a reçu un accueil mitigé de la part des fans (malgré un succès d'estime auprès des critiques), notamment parce qu'aucune tournée de promotion ne fut prévue, et que la présence scénique du groupe s'est faite remarquable sur le continent américain plutôt que européen.[réf. souhaitée] C'est le dernier album de Nick Cave & The Bad Seeds auquel participe Blixa Bargeld : Il quitta le groupe peu après la sortie du disque pour se consacrer à son groupe Einstürzende Neubauten (en activité depuis 1980).

## Liste des morceaux
1. Wonderful Life (6:49)
2. He Wants You (3:30)
3. Right out of Your Hand (5:15)
4. Bring It On (5:22)
5. Dead Man in My Bed (4:40)
6. Still in Love (4:44)
7. There Is a Town (4:58)
8. Rock of Gibraltar (3:00)
9. She Passed by My Window (3:20)
10. Babe, I'm on Fire (14:45)

## Formation
- Nick Cave - chant, piano, orgue Hammond B-3
- Mick Harvey - guitare, orgue, basse, percussions, chœurs
- Blixa Bargeld - guitare, pedal steel, chœurs
- Warren Ellis - violon
- Martyn P. Casey - basse
- Thomas Wydler - batterie, percussions, chœurs
- Jim Sclavunos - batterie, percussions, chœurs

### Invités
- Chris Bailey - chant sur "Bring It On"
- Johnny Turnbull - chœurs sur "He Wants You", "Bring It On", "There Is a Town" et "She Passed by My Window"
- Norman Watt-Roy - chœurs sur "He Wants You", "Bring It On" et "There Is a Town"
- Mickey Gallagher - chœurs sur "He Wants You", "Bring It On", "There Is a Town" et "She Passed by My Window"
- Chaz Jankel - chœurs sur "He Wants You", "Bring It On" et "There Is a Town"

## Accueil critique
Il s'agit pour le magazine Les Inrockuptibles, en 2014, du « moins bon disque de Nick Cave. » La composition n'apporte pas de réelle nouveauté par rapport aux précédents albums, le chant est empreint d'une « grandiloquence forcée », l'ensemble manque de personnalité. Le dernier titre, Babe, I'm on Fire est interminable.